# Группа Джонсон-Форест
Группа Джонсон—Форест (англ. Johnson-Forest tendency) — леворадикальная посттроцкистская группа в США, возглавляемая Сирилом Джеймсом и Раей Дунаевской, которые использовали псевдонимы Дж. Р. Джонсон и Фредди Форест соответственно. Чуть позже к ним присоединилась Грэйс Ли Боггс (Grace Lee Boggs) — американка китайского происхождения, которая считается третьим основателем группы.

## История
С. Л. Джеймс и Р. Дунаевская познакомились, будучи членами американской Социалистической рабочей партии. В 1940 году после многочисленных, ведущихся еще с 1939 года, дискуссий от партии откалывается небольшая группа, возглавляемая Максом Шахтманом. На основе этой группы создается Рабочая партия, к которой, среди прочих, присоединились и Джеймс с Дунаевской, к которым уже в новой группе присоединяется Ли.
Большинство членов Рабочей партии считали вслед за Шахтманом, что природа СССР — бюрократический коллективизм. Группа Джонсон-Форест же определяла её как государственный капитализм. В то время их мнение разделяли только небольшие группы активистов по всему миру, в частности, — Тони Клифф в Великобритании, а чуть позже группа «Социализм или варварство» во Франции.
Результатом разногласий стал выход группы из партии Шахтмана и возвращение в Социалистическую рабочую партию, где она пробыла до 1950 года — времени выхода очередной их книги «Государственный капитализм и Мировая Революция». Во время пребывания в СРП Джеймс приводил доводы в пользу поддержки автономных движений угнетенных меньшинств, — например, в решении «негритянского вопроса», как способа взорвать политическую ситуацию, что фактически и было осуществлено уже позже в 1960-х годах. Другой причиной выхода являлся взгляд на перспективы массовой революционной борьбы в послевоенное время.
Оставив СРП, группа наконец стала существовать как самостоятельная организация, но как оказалось недолго. Уже в 1955 году произошел раскол. Джеймс пришел к выводу об отчужденности авангардной партии от масс и, следовательно, её бесполезности. Ярким примером этого, по его мнению, являлось подавление Венгерского восстания 1956 года. Дунаевская соглашалась, что тезис Ленина об авангардной партии устарел, но не могла отказаться полностью от революционной организации. В 1955 году фракция Дунаевской образовала группу «News and Letters Committees».
Грэйс Ли оставалась во фракции Джеймса, которая основала группу «Facing Reality» с одноименным печатным органом. После отхода Ли от группы в начале 1960-х годов, группа существовала под руководством Мартина Глэбермана (Martin Glaberman) вплоть до его смерти в 2001 году.